# 13 Septembrie (cartier)
13 Septembrie este un cartier situat în sectorul 5 al Bucureștiului în partea de sud, aproape de centrul capitalei.

## Istorie
Numele cartierului vine de la Calea 13 Septembrie, care la rândul său aduce aminte de Bătălia din Dealul Spirii unde divizia de pompieri a Bucureștiului a înfruntat armata Otomană. Ziua de 13 Septembrie a fost declarată atunci Ziua Pompierilor.

## Repere importante
- Casa Poporului
- Spitalul Panduri
- Hotel Marriott